# Dorin Dron
Dorin Dron (n. 27 februarie 1920, Cernești, Botoșani – d. 30 aprilie 1994, București) a fost un actor și regizor român.
A tradus mai multe piese de teatru, ca de exemplu Lungul drum al zilei către noapte, Luna dezmoșteniților (ambele de Eugene O'Neill), A douăsprezecea noapte (de William Shakespeare) etc.

## Biografie
A fost sportiv de performanță – portar în cadrul unor echipe de hochei. Cu Echipa României a participat la Campionatul Mondial de Hochei pe Gheață din 1947. Un timp a fost traducător al textelor antologice ale dramaturgiei internaționale, care au fost montate pe scenele teatrelor din România.
În anii 1940 a urmat cursurile Facultăților de Drept și ale Academiei comerciale din București iar în 1942 a susținut Doctoratul în științe juridice la Facultatea de Drept din Milano, după care a revenit la București, unde a practicat avocatura pentru scurt timp.

## Activitate

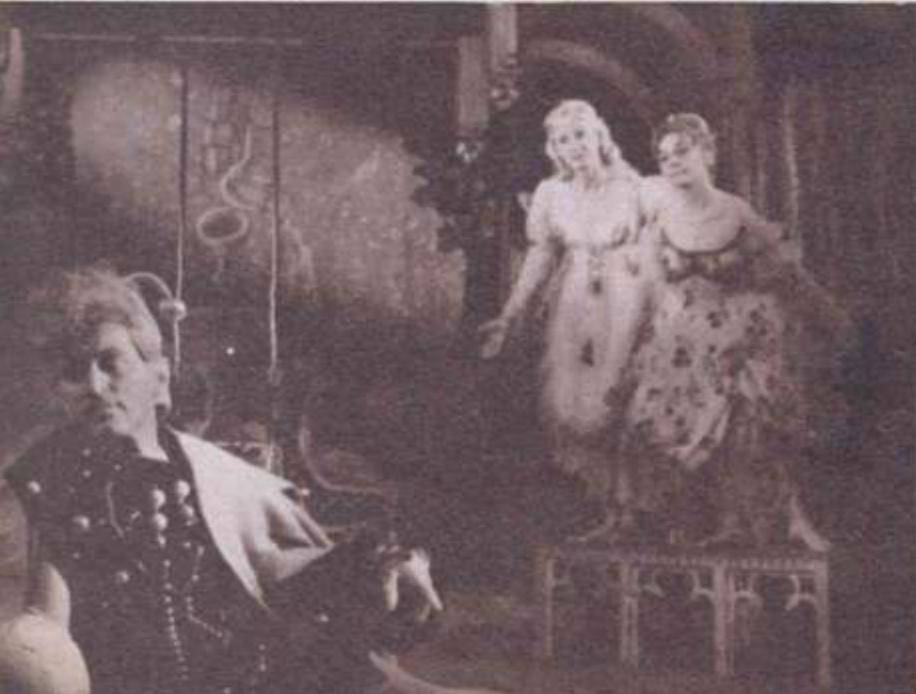
Dorin Dron în piesa «Viteazul» a lui Paul Anghel

A interpretat pe scena Teatrului „Lucia Sturdza Bulandra” (numit o perioadă „Teatrul Municipal”), la Teatrul Național Radiofonic, dar și sporadic, în emisiunile de televiziune. A fost asistent de regie și după regizor secund alături de Liviu Ciulei.
Filmul de debut, în 1957, a fost Erupția, în urma acestui rol Lucia Sturdza-Bulandra l-a angajat la Teatrul Municipal, unde a activat permanent.
În București, Dorin Dron a fost adeptul și promotorul modei malagambiste, caracterizată prin sacoul în carouri specifice, costumația lansată de bateristul și șeful de orchestră Sergiu Malagamba.
La începutul anului 1960 s-a alăturat unor intelectuali care considerau că traducerile din literaturile occidentale erau o „breșă” care trebuia exploatată, făcând mai târziu traduceri din dramaturgia americană.
Între 1957 și 1987 a fost distribuit în peste 35 de filme artistice românești și coproducții cinematografice cu participare internațională.

## Filmografie
- Erupția (1957)
- Băieții noștri (1960)
- Aproape de soare (1961)
- Post restant (1962)
- Celebrul 702 (1962)
- Pisica de mare (1963)
- Codin (1963)
- Pași spre lună (1964)
- Anotimpuri (1964)
- Balul de sîmbătă seara (1968)
- Gioconda fără surîs (1968)
- Ultima noapte a copilăriei (1968)
- Moartea lui Joe Indianul (1968)
- Prieteni fără grai (1969)
- Cine va deschide ușa? (1969)
- Castelul condamnaților (1970) - ofițer român (nemenționat)
- Brigada Diverse intră în acțiune (1970)
- Puterea și adevărul (1972)
- Cu mîinile curate (1972) - Scorțea
- Explozia (1972)
- Zestrea (1973)
- Cercul magic (1975)
- Trei zile și trei nopți (1976)
- Povestea dragostei (1977)
- Tufă de Veneția (1977)
- Accident (1977) - Ilie Antoniu
- Toate pînzele sus (serial TV, 1977) - ep. 7, 9, 11 - Clark Norman
- Profetul, aurul și ardelenii (1978) - domnul Hoffman
- Totul pentru fotbal (1978)
- Bietul Ioanide (1980)
- Ștefan Luchian (1981)
- Lovind o pasăre de pradă (1983)
- Căutătorii de aur (1988)